# جايسون دايموند
جايسون دايموند (بالإنجليزية: Jason Diamond)‏ هو جراح تجميل ‏ أمريكي، ولد في 21 ديسمبر 1970 في جلان ريدج في الولايات المتحدة.